# Wendake
Wendake is een indianenreservaat binnen de stad Québec in Canada, bewoond door ruim 1.500 leden van het Wendat of Huron volk. Wendake ligt twaalf kilometer ten noordwesten van het stadscentrum van Québec in het dal van de Rivière Saint-Charles. Het reservaat bestaat uit een twee kilometer lange streep ten oosten van de rivier en is volledig omgeven door het stadsdistrict La Haute-Saint-Charles en bestaat uit een driehonderd jaar oud deel in het zuiden en een modern deel in het noorden. 
Een belangrijke bron van inkomsten voor het reservaat is het toerisme. Bekende attracties zijn onder andere de waterval Kabir Kouba en de traditionele site Onhoüa Chetek8e. 

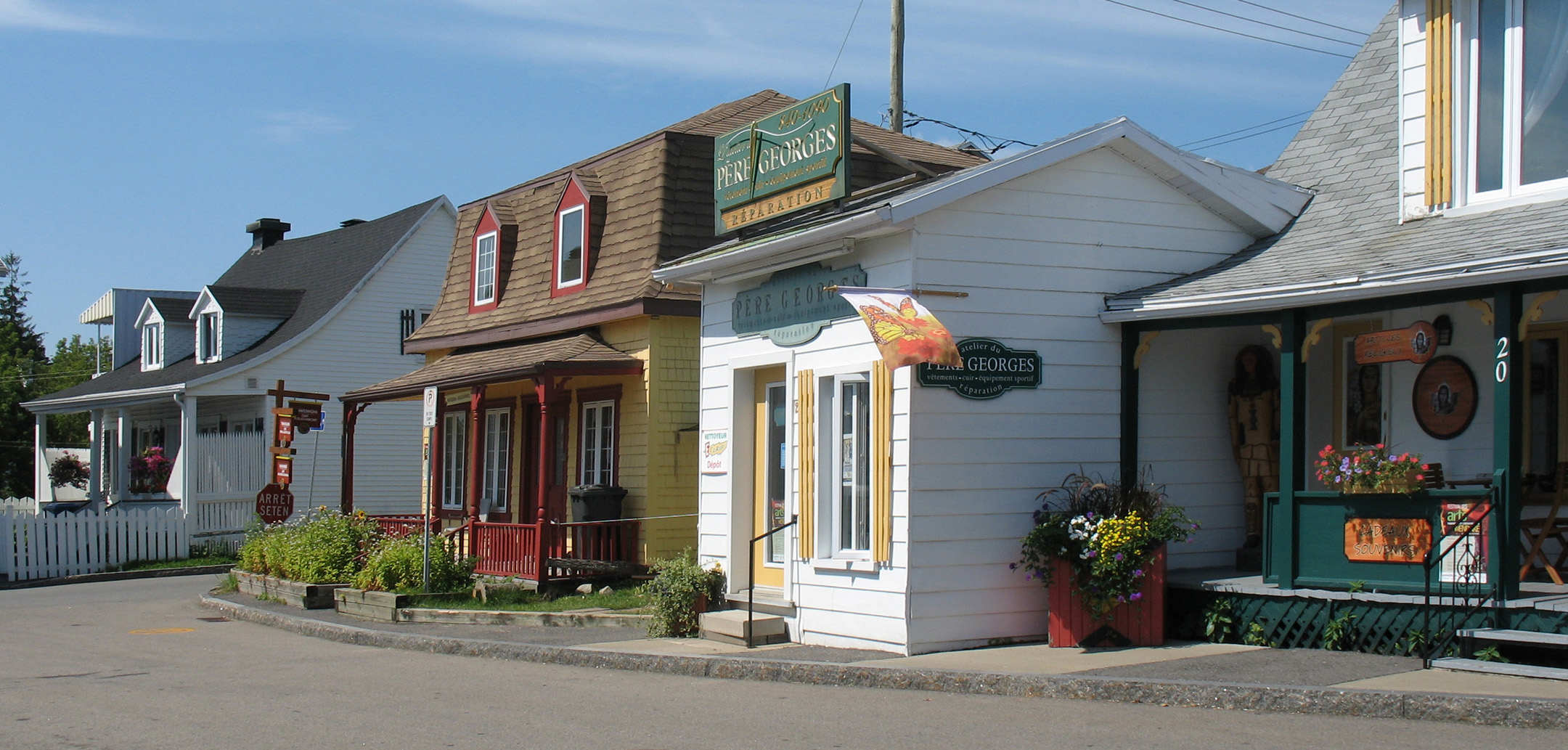
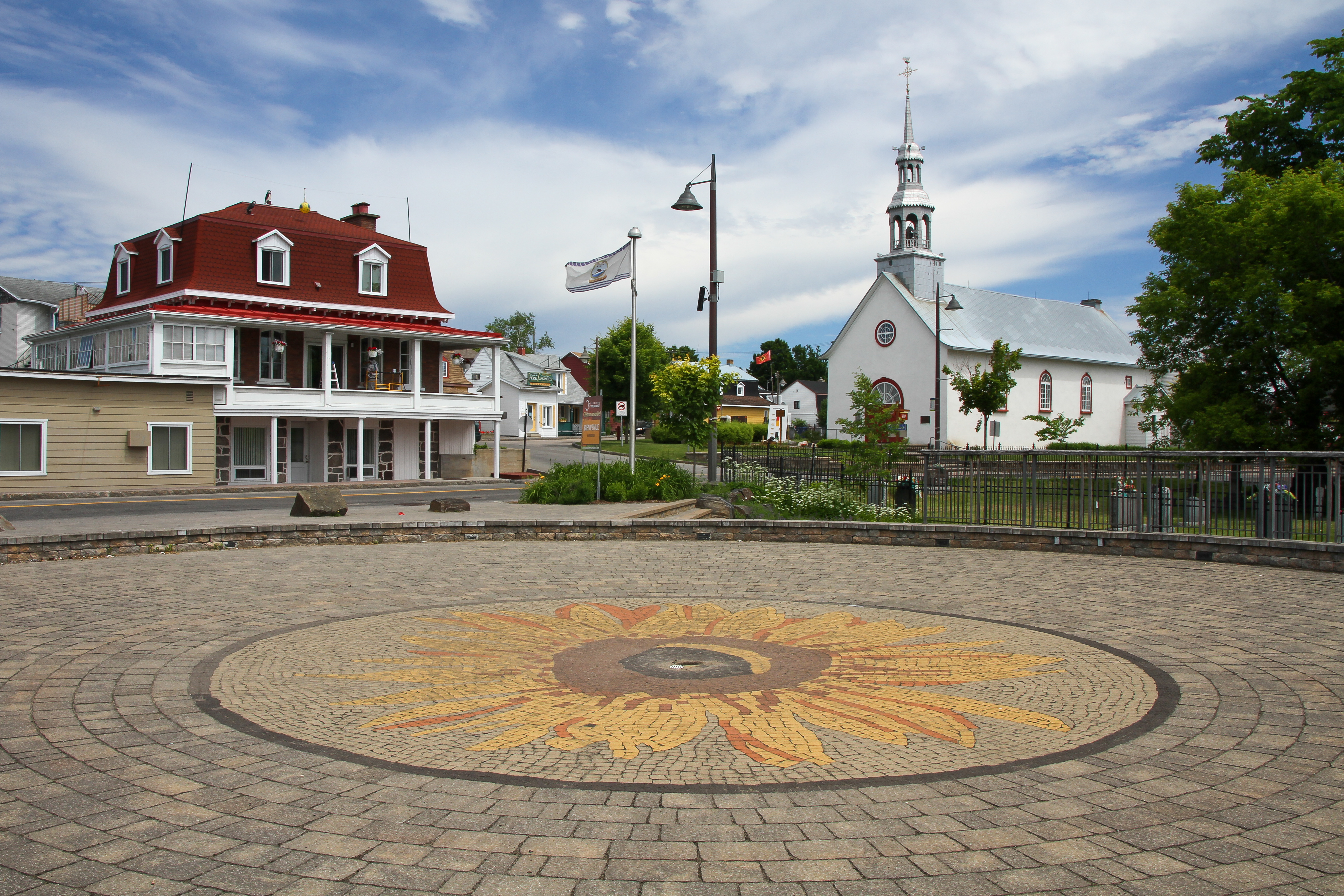
Place de la Nation Huron-Wendat
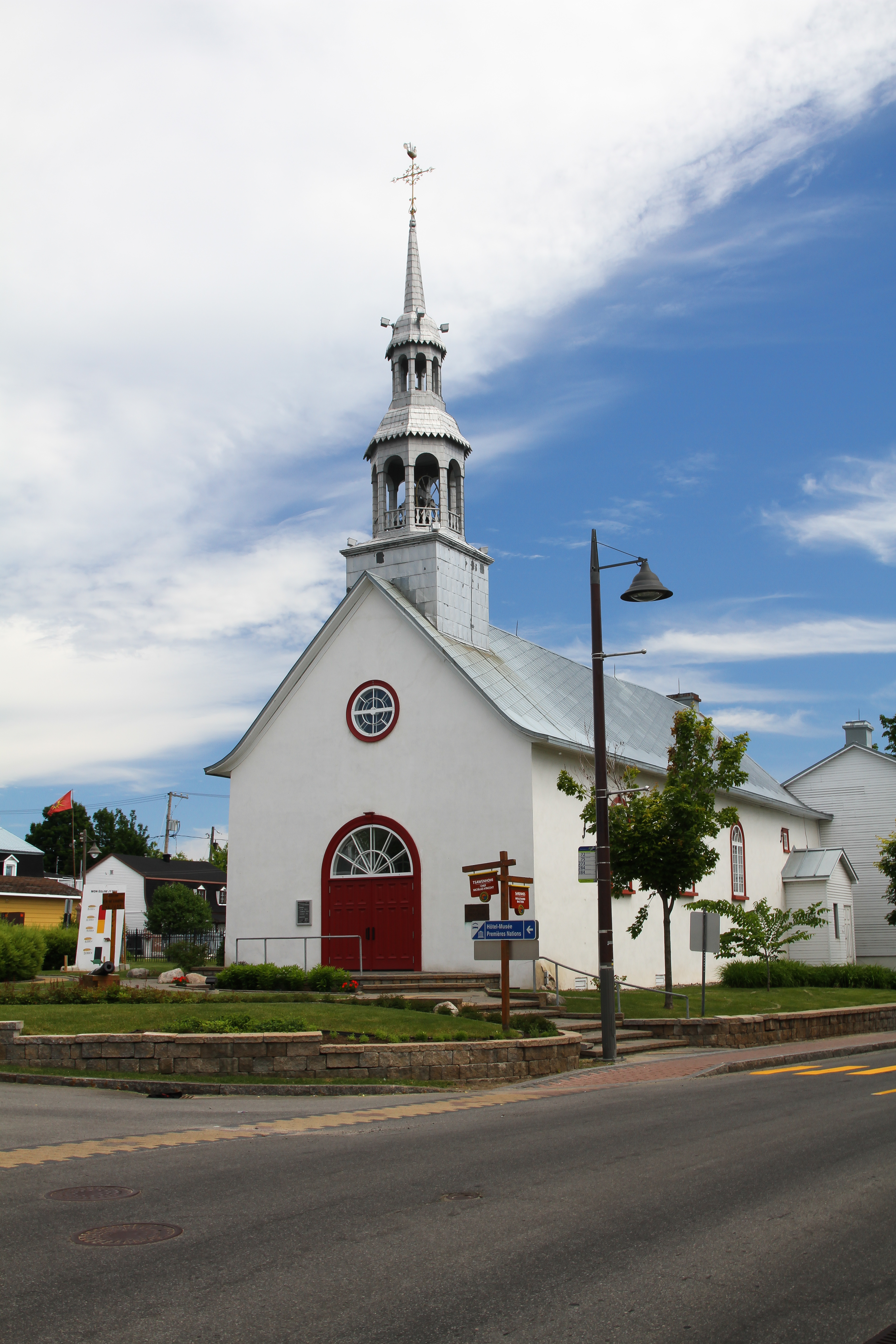
Kerk Notre-Dame-de-Lorette
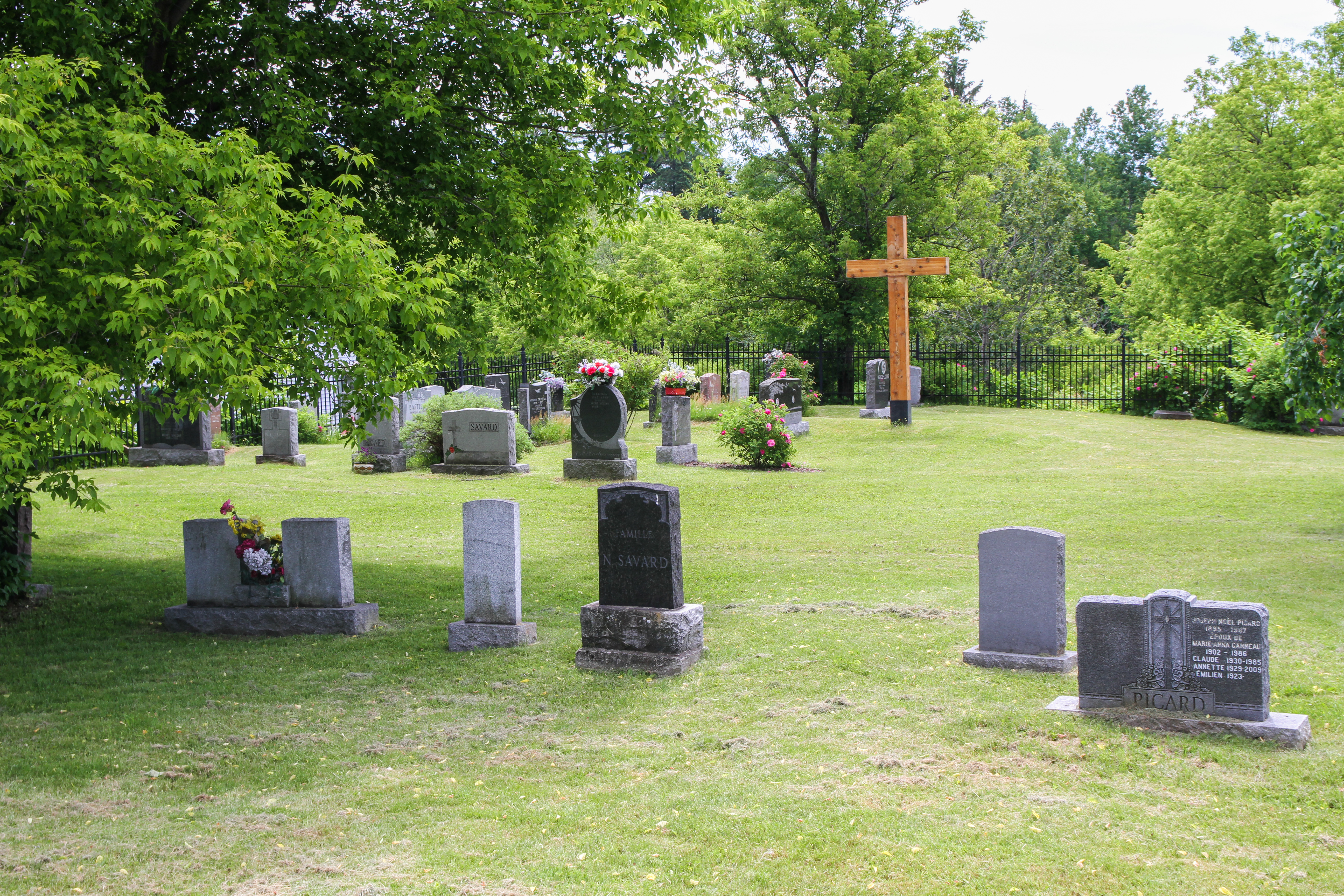
Kerkhof
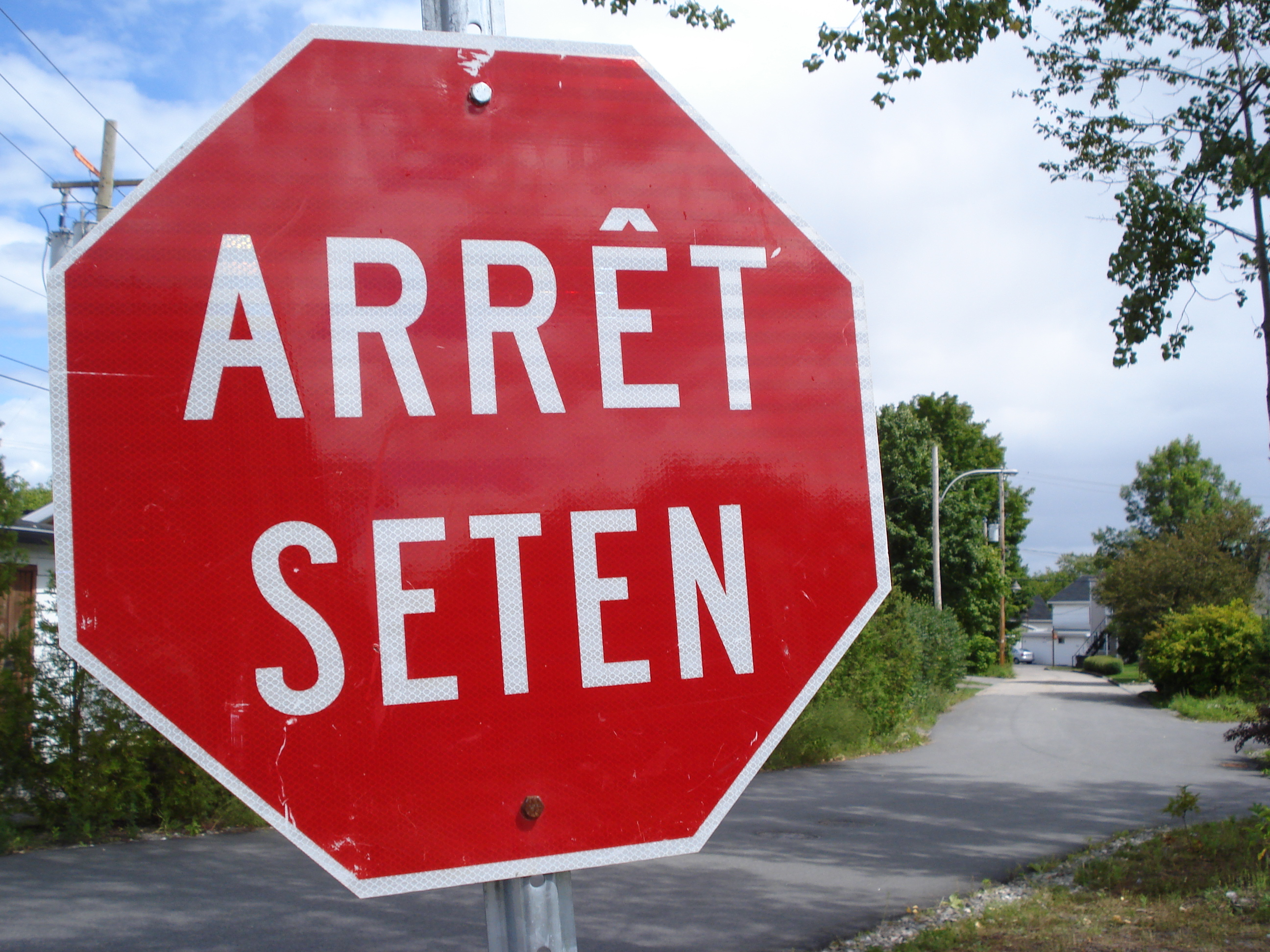
Tweetalig verkeersbord
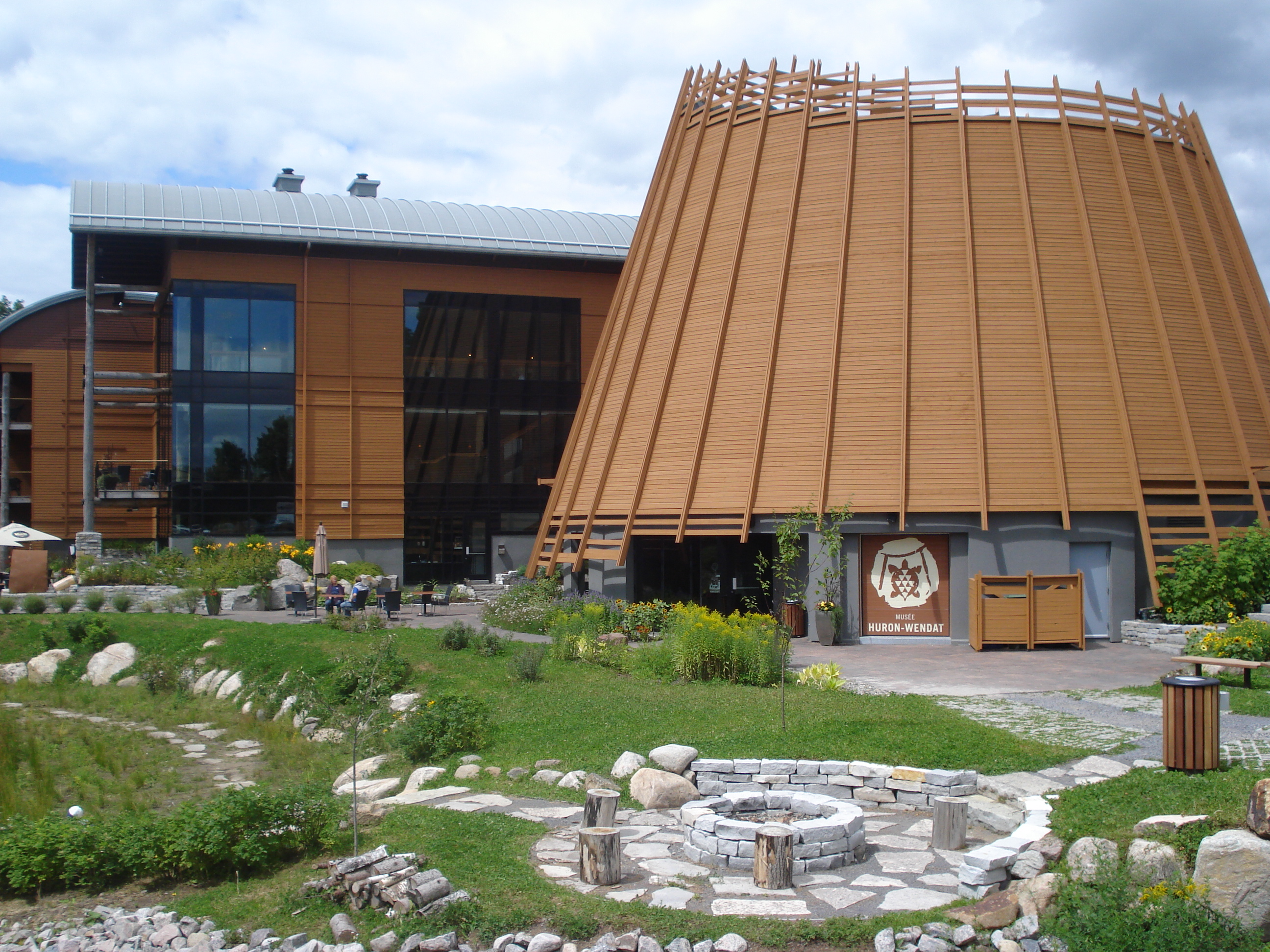
Hotel en museum Premières Nations